# ポープ郡 (アーカンソー州)
ポープ郡（英: Pope County）は、アメリカ合衆国アーカンソー州の中央部北西に位置する郡である。2010年国勢調査での人口は61,754人であり、2000年の54,469人から13.4%増加した。郡庁所在地はラッセルビル市（人口27,920人）であり、同郡で人口最大の都市でもある。ポープ郡は1829年12月2日にクロウフォード郡から分離して設立され、郡名はアーカンソー準州の第3代知事を務めたジョン・ポープにちなんで名付けられた。アルコール飲料の販売が禁止される禁酒郡である。
ポープ郡は隣接するイェール郡と共にラッセルビル小都市圏を構成している。

## 地理
アメリカ合衆国国勢調査局に拠れば、郡域全面積は830.79平方マイル (2,151.7 km2)であり、このうち陸地811.90平方マイル (2,102.8 km2)、水域は18.89平方マイル (48.9 km2)で水域率は2.27%である。

### 主要高規格道路
- 州間高速道路40号線
- アメリカ国道64号線

#### アーカンソー州道
| - アーカンソー州道7号線 - アーカンソー州道7号線支線 - アーカンソー州道7号線トラック線 - アーカンソー州道16号線 - アーカンソー州道27号線 - アーカンソー州道105号線 - アーカンソー州道123号線 - アーカンソー州道124号線 | - アーカンソー州道164号線 - アーカンソー州道247号線 - アーカンソー州道324号線 - アーカンソー州道326号線 - アーカンソー州道331号線 - アーカンソー州道333号線 - アーカンソー州道363号線 - アーカンソー州道980号線 |

### 隣接する郡
- ニュートン郡 - 北西
- サーシー郡、ヴァンビューレン郡 - 北東
- コンウェイ郡 - 南東
- イェール郡 - 南
- ローガン郡 - 南西
- ジョンソン郡 - 西

### 国立保護地域
- ホラベンド国立野生生物保護区（部分）
- オザーク国立の森（部分）

## 人口動態

2000人口ピラミッド

以下は2000年国勢調査による人口統計データである。
| 基礎データ - 人口: 54,469人 - 世帯数: 20,701 世帯 - 家族数: 15,008 家族 - 人口密度: 26人/km2（67人/mi2） - 住居数: 22,851軒 - 住居密度: 11軒/km2（28軒/mi2） 人種別人口構成 - 白人: 93.73% - アフリカン・アメリカン: 2.61% - ネイティブ・アメリカン: 0.68% - アジア人: 0.64% - 太平洋諸島系: 0.03% - その他の人種: 0.93% - 混血: 1.39% - ヒスパニック・ラテン系: 2.06% 年齢別人口構成 - 18歳未満: 25.5% - 18-24歳: 11.6% - 25-44歳: 28.2% - 45-64歳: 21.9% - 65歳以上: 12.7% - 年齢の中央値: 35歳 - 性比（女性100人あたり男性の人口） - 総人口: 96.4 - 18歳以上:94.1 | 世帯と家族（対世帯数） - 18歳未満の子供がいる: 34.3% - 結婚・同居している夫婦: 58.6% - 未婚・離婚・死別女性が世帯主: 10.2% - 非家族世帯: 27.5% - 単身世帯: 23.0% - 65歳以上の老人1人暮らし: 9.1% - 平均構成人数 - 世帯: 2.55人 - 家族: 3.00人 収入と家計 - 収入の中央値 - 世帯: 32,069米ドル - 家族: 39,055米ドル - 性別 - 男性: 29,914米ドル - 女性: 19,307米ドル - 人口1人あたり収入: 15,918米ドル - 貧困線以下 - 対人口: 15.2% - 対家族数: 11.6% - 18歳未満: 18.8% - 65歳以上: 14.0% |

## 都市と町
| - ラッセルビル - 郡庁所在地 - アトキンス - ドーバー | - ヘクター - ロンドン - ポッツビル |

### 未編入の町
- オーグスバーグ
- ノーゴ

## 郡区
アーカンソー州の郡はさらに郡区に小区分されている。各郡区には未編入領域と、編入済み自治体がある。現代の郡区にはその維持目的が限られたものになっている。アメリカ合衆国国勢調査局は郡区を元に人口を集計している。また系図調査など歴史的な目的には価値がある。1つ以上の郡区に入っている町や都市は統計調査に基づいて扱われる。ポープ郡の郡区は下記リストの19区である。
ポープ郡には以前、さらに10の郡区があった。1910年頃、アレン郡区がホーガン郡区に繰り入れられた。その他ヒル、ガラクリーク、インディペンデンス、リー、ノースフォーク、サンドスプリング、サルファーの各郡区があった。ホラベンド国立野生生物保護区のあるホラベンド郡区も廃止された。
| 郡区                                                                                                   | FIPSコード | 人口中心     | 人口  | 人口密度 /km2 (/sq mi) | 陸地面積 km2 (sq mi) | 水域 km2 (sq mi)  | 水域率(%) | 座標                                                              |
| --- | ---------- | ------------ | ----- | ---------------------- | -------------------- | ----------------- | --------- | ----------------------------------------------------------------- |
| ベイリス                                                                                               | 90159      |              | 708   | 9.5（24.6）            | 74.62（28.81）       | 0.2536（0.0979）  | 0.3       | 北緯35度24分10秒 西経93度14分06秒 / 北緯35.40278度 西経93.23500度 |
| バーネット                                                                                             | 90558      |              | 452   | 8.1（20.9）            | 56.07（21.65）       | 0.2722（0.1051）  | 0.5       | 北緯35度19分10秒 西経92度52分33秒 / 北緯35.31944度 西経92.87583度 |
| センター                                                                                               | 90735      |              | 515   | 14.2（36.8）           | 36.23（13.99）       | 0.0878（0.0339）  | 0.2       | 北緯35度24分20秒 西経92度57分16秒 / 北緯35.40556度 西経92.95444度 |
| クラーク                                                                                               | 90813      | ロンドン     | 2969  | 44.6（115.3）          | 66.64（25.73）       | 15.6549（6.0444） | 19.0      | 北緯35度19分45秒 西経93度14分46秒 / 北緯35.32917度 西経93.24611度 |
| コンビニエンス                                                                                         | 90921      |              | 933   | 19.4（50.4）           | 47.99（18.53）       | 0.2440（0.0942）  | 0.5       | 北緯35度20分00秒 西経92度56分41秒 / 北緯35.33333度 西経92.94472度 |
| ドーバー                                                                                               | 91134      | ドーバー     | 5277  | 46.0（119.1）          | 114.7（44.29）       | 0.9420（0.3637）  | 0.8       | 北緯35度23分30秒 西経93度07分01秒 / 北緯35.39167度 西経93.11694度 |
| フリーマン                                                                                             | 91377      |              | 98    | 0.3（0.8）             | 310.2（119.78）      | 0.0（0.0）        | 0.0       | 北緯35度39分10秒 西経93度04分06秒 / 北緯35.65278度 西経93.06833度 |
| ガラ                                                                                                   | 91407      | ポッツビル   | 3523  | 34.3（88.7）           | 102.8（39.71）       | 4.7682（1.8410）  | 4.4       | 北緯35度13分15秒 西経93度02分46秒 / 北緯35.22083度 西経93.04611度 |
| グリフィン                                                                                             | 91536      |              | 901   | 10.2（26.5）           | 87.96（33.96）       | 0.2865（0.1106）  | 0.3       | 北緯35度25分30秒 西経92度52分36秒 / 北緯35.42500度 西経92.87667度 |
| ガムロング                                                                                             | 91560      |              | 1420  | 27.6（71.6）           | 51.39（19.84）       | 0.0368（0.0142）  | 0.0       | 北緯35度16分30秒 西経92度59分51秒 / 北緯35.27500度 西経92.99750度 |
| イリノイ                                                                                               | 91812      | ラッセルビル | 25841 | 208.9（540.9）         | 123.7（47.77）       | 17.0996（6.6022） | 12.1      | 北緯35度17分00秒 西経93度07分46秒 / 北緯35.28333度 西経93.12944度 |
| ジャクソン                                                                                             | 91875      | ヘクター     | 1191  | 4.4（11.5）            | 268.6（103.72）      | 0.1308（0.0505）  | 0.0       | 北緯35度29分20秒 西経92度57分01秒 / 北緯35.48889度 西経92.95028度 |
| リバティ                                                                                               | 92181      |              | 805   | 5.5（14.2）            | 146.7（56.64）       | 0.0073（0.0028）  | 0.0       | 北緯35度29分40秒 西経93度03分16秒 / 北緯35.49444度 西経93.05444度 |
| マーティン                                                                                             | 92415      |              | 1482  | 9.2（23.7）            | 161.8（62.46）       | 1.0181（0.3931）  | 0.6       | 北緯35度28分25秒 西経93度10分06秒 / 北緯35.47361度 西経93.16833度 |
| モアランド                                                                                             | 92553      |              | 700   | 20.2（52.2）           | 34.71（13.40）       | 0.1769（0.0683）  | 0.5       | 北緯35度21分30秒 西経92度59分46秒 / 北緯35.35833度 西経92.99611度 |
| フェニックス                                                                                           | 92871      |              | 334   | 10.3（26.7）           | 32.40（12.51）       | 0.0（0.0）        | 0.0       | 北緯35度24分30秒 西経93度00分31秒 / 北緯35.40833度 西経93.00861度 |
| スマーナ                                                                                               | 93420      |              | 173   | 0.9（2.4）             | 183.1（70.69）       | 0.0565（0.0218）  | 0.0       | 北緯35度38分10秒 西経92度53分46秒 / 北緯35.63611度 西経92.89611度 |
| バレー                                                                                                 | 93765      |              | 2776  | 48.5（125.7）          | 57.21（22.09）       | 0.0373（0.0144）  | 0.1       | 北緯35度20分05秒 西経93度02分46秒 / 北緯35.33472度 西経93.04611度 |
| ウィルソン                                                                                             | 94089      | アトキンス   | 4371  | 30.0（77.6）           | 145.9（56.32）       | 7.8490（3.0305）  | 5.1       | 北緯35度13分30秒 西経92度55分01秒 / 北緯35.22500度 西経92.91694度 |
| Source: “Census 2000 U.S. Gazetteer Files”. U.S. Census Bureau, Geography Division. 2012年8月4日閲覧。 |            |              |       |                        |                      |                   |           |                                                                   |